# Paolo Gregoletto

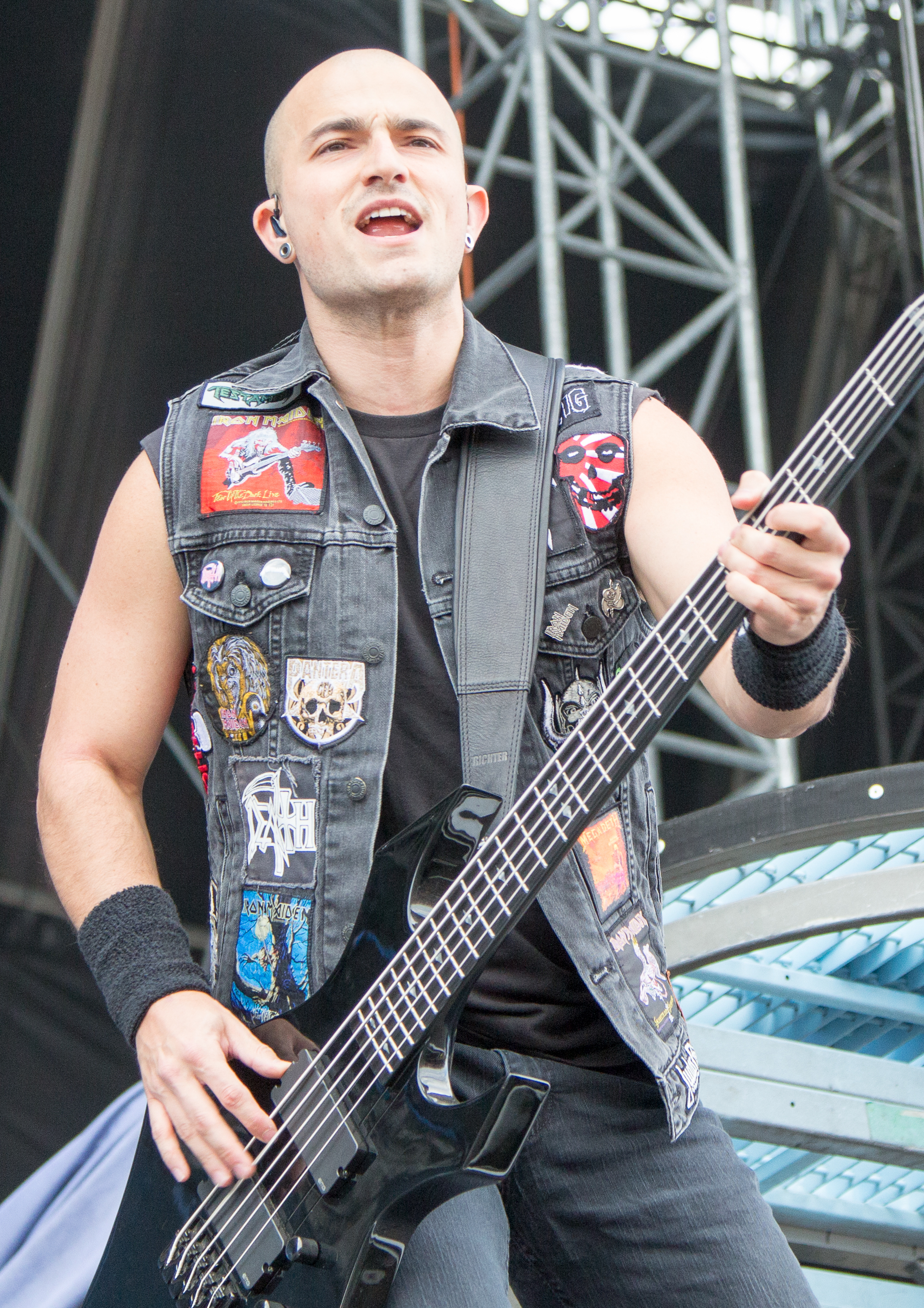
Gregoletto mit Trivium beim Nova Rock 2014

Paolo Gregoletto (* 14. September 1985 in Miami, Florida) ist der Bassist der Metal-Band Trivium und Ex-Mitglied von Metal Militia.

## Karriere

### Metal Militia
Gregoletto war seit der Gründung im Jahr 1999 Mitglied von Metal Militia, wo er den Bass spielte und sang. 2003 wurde überlegt, die Band für Grammys in den Kategorien Best Rock (Metal) Album und Best Metal Performance zu nominieren Letztendlich bekam die Band jedoch keine Nominierungen und Metallica gewann die Best Metal Performance für ihr Album St. Anger.

### Trivium
Gregoletto trat 2004 der Band Trivium bei, als Matthew Heafy und Travis Smith Vorspiele für einen neuen Bassisten abhielten. Gerade rechtzeitig für die Tour mit Machine Head ersetzte er Brent Young, nachdem die Aufnahmen für Ember To Inferno beendet waren.

## Techniken

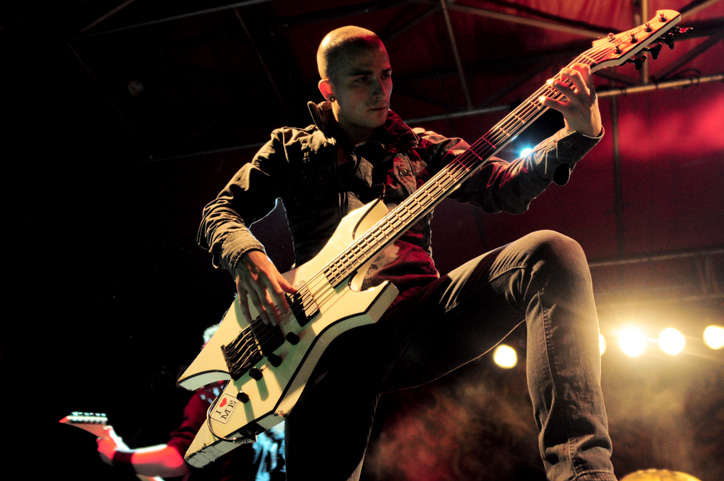
Paolo Gregoletto, 2010

In einem Interview mit dem Bass Guitar Magazine (Juli/August) erzählte Gregoletto, dass er verschiedene Techniken für Basslinien benutzt, wie es für moderne Bassisten üblich ist. Während er zum schnelleren Spielen der unteren Saiten vorwiegend ein Plektrum verwendet, um mit der Doublebass des Schlagzeugers von Trivium mitzuhalten, zupft er gelegentlich mit zwei Fingern die eleganter klingenden Melodien und die schnellen pentatonischen Begleitungen. Außerdem benutzt er einen modernen Zupf-Stil mit drei Fingern, wie er von Billy Sheehan bevorzugt wird, mit denen er einen galoppierenden Rhythmus (zwei Sechzehntel und eine Achtel) in dem Stil von Steve Harris von Iron Maiden bewerkstelligt. In demselben Artikel sagt er, dass seine bevorzugte Art zum Aufwärmen chromatische Übungen sind, mit welchen er mit beiden Fingern und einem Pick den ganzen Hals der Bassgitarre auf- und abwärts abdeckt.

## Equipment
Equipment-Liste:
- B.C. Rich Warlock Paolo Gregoletto Signature Bass 5
- B.C. Rich Warlock Signature 5-string Natural Mahogany Finish
- 2 Custom B.C. Rich Mockingbird (Neck-Thru, Dimarzio Pickups) 4 and 5 string
- B.C. Rich NJ Series 5 string Innovator
- B.C. Rich NJ Series 5 string Eagle
- Kustom Groove Bass 1200 Amp, Kustom G-810H Cabs
- Marshall JMP1
- Boss OBD-3 Bass Overdrive Pedal
- Dunlop Cry Baby Bass Wah